# Tove Enblom
Tove Enblom, född 20 november 1994 i Stockholm, är en svensk professionell fotbollsspelare (målvakt) som spelar för norska Vålerenga.

## Biografi och fotbollskarriär
Tove Enblom växte upp i Årsta, Stockholm och började spela fotboll traktens förening, i Årsta AIK. Efter att ha spenderat den senare delen av flickfotbollen i IFK Aspudden-Tellus så gick hon 2011 till Djurgårdens TFF. 
2012 skrev Enblom på för Djurgårdens IF Dam och gjorde allsvensk debut samma år. Året därpå var hon given och spelade 25 av 26 matcher då Djurgårdens IF Dam spelade i Elitettan.
Inför säsongen 2014 blev Tove Enblom värvad av det damallsvenska laget Umeå IK FF. Efter fyra  säsonger i Umeå hoppade hon på en utmaning: att signa sig för nykomlingarna IFK Kalmar som hade precis blivit uppflyttade i Damallsvenskan till säsongen 2018. Detta skulle bli Kalmars första sejour någonsin i Damallsvenskan. Den blev kortvarig då de inte klarade av att hålla sig kvar i serien utan ramlade ur.
Det ledde till att Tove Enblom säsongen därpå, 2019, gjorde comeback i Umetröjan.
I december 2020 värvades hon av KIF Örebro, där hon först skrev på ett ettårskontrakt och fick förlängt sen. Totalt skulle det bli tre säsonger i Örebro. 
Sedan 2024 spelar hon för norska Vålerenga i högstadivisionen Toppserien, där det blev serieguld direkt. Under säsongen 2024-25 fick hon spela Champions League med Vålerenga, där hon fått mycket beröm, även om de blev sist i gruppspelet. Mot slutet av året blev det även ett norskt cupguld.
Karaktäristiskt för henne är att hon alltid spelar med huvudskydd. Detta för att hon åkt på hjärnskakningar några gånger i karriären. Det beror bland annat på att Enblom har en tuff spelstil där hon inte tvekar att gå in i dueller. 
Hon anses vara en av Sveriges bästa målvakter och var nominerad till bästa målvakt på fotbollsgalan 2024. Enblom är flitigt uttagen i damlandslaget och var med i truppen till VM 2023 då Sverige tog brons. Hennes debut i en officiell landskamp skedde dock först 26 juni 2025, då hon spelade andra halvlek i EM-genrepet mot Norge och höll nollan.
Både i Umeå och Örebro har hon brunnit för målvaktsträning för unga talanger.